# Błąd antropologiczny
Błąd antropologiczny – sformułowanie użyte przez Jana Pawła II w encyklice Centesimus annus, określające fałszywą koncepcję człowieka przyjętą przez socjalizm. W dokumencie tym czytamy: podstawowy błąd socjalizmu ma charakter antropologiczny (13). Krytyka ta opiera się na personalistycznej wizji ludzkiej osoby, która jest przeciwieństwem marksistowskiej koncepcji człowieka. Według papieża najważniejszy element błędu antropologicznego socjalizmu stanowi kolektywizm, a jego główną przyczyną jest ateizm.